# Ablávio da Galácia
Ablávio (Ablavius) foi um sofista romano do século IV, ativo durante o reinado do imperador Teodósio I (r. 378–395).

## Vida
Ablávio era nativo da Galácia e pupilo de Troilo. Segundo cartas de Libânio e Gregório de Nazianzo, lecionou retórica. Em 391, parece que manteve alguma dignidade ou ofício. Talvez pagão em 390, mais tarde Crisanto tornou-se o sacerdote e então foi feito bispo dos novacianos em Niceia, onde ainda lecionou retórica. Ablávio foi destinatário de duas epístolas de Libânio (921 e 1015) e duas de Gregório (233 e 21).